# 레 프레르 자크

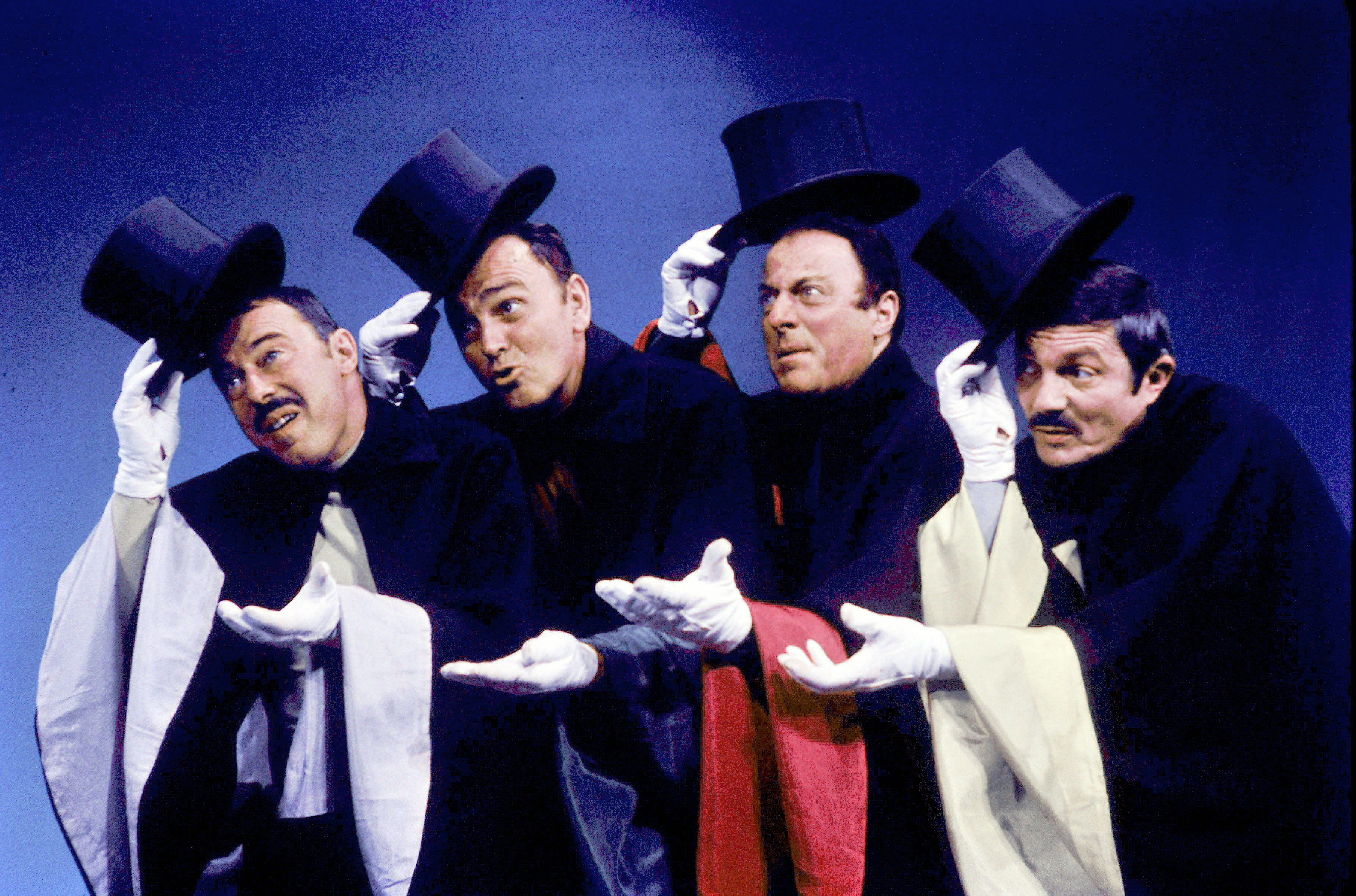

레 프레르 자크(Les Freres Jacques)는 1944년에 노동문화협회에서 만난 네 사람이 결성한 남성 4중창단이다. 앙드레 및 조르주 베레크 형제, 폴 트렌느, 프랑수아 스베이랑의 합창을 피아니스트인 피에르 필리프가 반주하였다. <재산목록>으로 1951년에 디스크 대상을 수상하였다. 팬터마임을 샹송에 결부시켜 인기가 높았다.